# Golden Years (canção)
"Golden Years" é uma canção de David Bowie do álbum Station to Station de 1976. Foi a primeira faixa do álbum a ser gravada e, inclusive, o disco seria chamado assim. Construída sob a influência do funk e do soul de Young Americans mas com uma aresta mais dura, tem sido descrita como "um ar de arrependimento por oportunidades perdidas e os prazeres do passado." Bowie disse que foi escrita para—e rejeitada por—Elvis Presley, seu ídolo, enquanto que Angela Bowie, sua esposa na época, alega que a canção foi escrita para ela. Embora o single tenha atingido o Top 10 nos dois lados do Atlântico, raramente foi tocada em apresentações ao vivo depois da turnê Isolar - 1976 Tour.

## Faixas
1. "Golden Years" (Bowie) – 3:22
2. "Can You Hear Me?" (Bowie) – 5:04

## Créditos
- Produtores:
  - Harry Maslin
  - David Bowie
  - Tony Visconti on "Can You Hear Me"
- Músicos:
  - David Bowie: vocais principais, violãp
  - Warren Peace: percussão, vocais de apoio
  - Carlos Alomar: guitarra
  - Earl Slick: guitarra em "Golden Years"
  - George Murray: baixo em "Golden Years"
  - Dennis Davis: bateria em "Golden Years"
  - Harry Maslin: Melodica on "Golden Years"
  - Willie Weeks: baixo em "Can You Hear Me"
  - Mike Garson: piano em "Can You Hear Me"
  - Andy Newmark: bateria em "Can You Hear Me"
  - David Sanborn: saxofone em "Can You Hear Me"
  - Pablo Rosario: percussão em "Can You Hear Me"
  - Larry Washington: congas em "Can You Hear Me"
  - Ava Cherry, Robin Clark, Luther Vandross: vocais de apoio em "Can You Hear Me"

## David Bowie vs KCRW
Em 2011, para coincidir com o relançamento de Station to Station, foram lançados quatro remixes de "Golden Years" feitos pela estação de rádio californiana KCRW.

### Faixas[4]
1. "Golden Years (Single Version)" – 3:27
2. "Golden Years (Anthony Valdez KCRW Remix)" – 4:22
3. "Golden Years (Eric J. Lawrence KCRW Remix)" – 3:11
4. "Golden Years (Chris Douridas KCRW Remix)" – 4:25
5. "Golden Years (Jeremy Sole KCRW Remix)" – 4:37